# Яр-Адуа, Умару
Умару Муса Яр-Адуа (англ. Umaru Musa Yar'Adua; 16 августа 1951[…], Кацина — 5 мая 2010[…], вилла Асо) — президент Нигерии, избранный 21 апреля 2007 года. Член Народно-демократической партии Нигерии.

## Биография
Семья Яр-Адуа имела аристократическое происхождение, его отец был наследственным казначеем и членом государственного совета древнего эмирата Кацина народности фулани.
Окончил государственный колледж в Кеффи, а потом поступил в Университет Ахмаду Белло, где получил образование химика, преподавал в университете. В 1980-х годах работал в качестве руководителя компании Самбо Фармс де Фунтуа и членом совета директоров агрофирмы FASCOM. Параллельно с этим он возглавлял несколько местных представительств транснациональных корпораций, работавших в строительстве и продаже недвижимости.
В 1999 году был избран губернатором мусульманского штата Кацина, переизбран в 2003 году.
В ходе президентской кампании поддерживался действующим президентом Олусегуном Обасанджо. Выступал под лозунгом борьбы с коррупцией. По официальным данным, он набрал 31 % голосов, ближайший соперник — менее 10 %.
Старший брат политика — генерал Шеху Муса Яр-Адуа — в 1976—1979 годах являлся заместителем Олусегуна Обасанджо, который в тот период был военным правителем Нигерии. Шеху Муса Яр-Адуа был арестован и посажен в тюрьму вместе с другими оппозиционерами в 1995 году.
В августе 2008 исполнил решение международного суда по передаче Камеруну спорной территории полуострова Бакасси, который ранее фактически контролировался Нигерией.
В ноябре 2009 года состояние здоровья Умару Яр-Адуа ухудшилось и он был госпитализирован в кардиологическую клинику в Саудовской Аравии. В январе 2010 года в интервью корреспондентам телекомпании BBC высказал просьбу отпустить его на время в отставку по состоянию здоровья. Длительное отсутствие президента привело в Нигерии к серьёзному политическому кризису, а центральные регионы страны охватили беспорядки на межконфессиональной почве. В результате столкновений между мусульманами и христианами погибло несколько сотен человек, свыше 20 тыс. нигерийцев покинули свои дома. 9 февраля 2010 года парламент страны утвердил вице-президента Гудлака Джонатана (выходца с христианского юга Нигерии) в должности исполняющего обязанности главы государства.
5 мая 2010 года президентская пресс-служба объявила о смерти главы государства.
Умару Яр-Адуа был отцом девяти детей.